# Rhinolophus siamensis
Rhinolophus siamensis is een zoogdier uit de familie van de hoefijzerneuzen (Rhinolophidae). De wetenschappelijke naam van de soort werd voor het eerst geldig gepubliceerd door Gyldenstolpe in 1917.